# Penvriend
Penvrienden zijn vrienden die op regelmatige basis met elkaar corresponderen. Deze correspondentie kan bestaan uit 
het uitwisselen van brieven over de post of via e-mail of via sociale media.
In de twintigste eeuw zijn er, voornamelijk vanuit de Engelstalige wereld, gigantische netwerken opgebouwd van penvrienden die zich over de hele wereld verspreidden. Veel van deze bewegingen hadden als openlijk doel het begrip tussen de volkeren te bevorderen en daarmee de wereldvrede. 
Oorspronkelijk werd contact gelegd via contactadvertenties in tijdschriften en kranten. De laatste jaren neemt het schrijven van brieven sterk af, omdat het postverkeer vervangen wordt door communicatie via het internet. Er bestaan allerlei Internetsites waar penvrienden met elkaar in contact komen. Deze kunnen gevonden worden door te zoeken naar de trefwoorden 'penpal' of 'keypal'. Ook leidt chatten op een chatbox nogal eens tot het ontstaan van een regelmatige correspondentie. Daarbij was en is het nog altijd mogelijk dat personen elkaar ergens bij toeval ontmoeten en in gesprek raken (bijvoorbeeld in de trein), en naar aanleiding daarvan gaan corresponderen.
Daar het hier om contacten gaat met in eerste instantie totaal onbekenden, en veelal ook anonieme vanwege het gebruik van een schuilnaam, is het raadzaam in om in de eerste contacten de betrouwbaarheid van een penvriend af te tasten. Diverse websites geven hierover tips.